# لقمان بن مقرن
لقمان بن مقرن (باباپیر)، فرمانده سپاه اسلام در جنگ معروف نهاوند بین اعراب و ساسانیان بود، که در سال ۱۸ یا ۲۱ هجری در نهاوند اتفاق افتاد.
در خاتمهٔ جنگ نهاوند، سلسله ساسانیان در ایران منقرض گردید. به همین دلیل اعراب این جنگ را فتح الفتوح نامیدند.
فرماندهی سپاهیان ایران که در قلعه معروف نهاوند (که ۱۶ راه مخفی به صورت معبر زیر زمینی داشته‌است) حالت تدافعی گرفته بودند، با فیروزان (ذولحاجب) بوده‌است.

## منبع
- لقمان بن مقرند در وب‌گاه سازمان میراث فرهنگی، گردشگری استان همدان